# Eugenio Vélez-Troya
Eugenio Vélez-Troya (Torre de Juan Abad, Ciudad Real, 12 de febrero de 1921-Barcelona, 15 de mayo de 2007) fue un detective y criminólogo español, decano de los detectives españoles.

## Biografía
Estudió con los Hermanos de la Doctrina Cristiana de Berga (Barcelona). Cursó estudios en la Escuela Oficial de Barcelona y fue alumno de las Escuelas Pías de Tarrasa y en el Colegio de los Hermanos Maristas del Paseo de San Juan de la Ciudad Condal. Ya desde su juventud se siente atraído por el mundo de los detectives y fundó y dirigió la Agencia de Detectives Vélez-Troya, autorizada y primera legalmente reconocida en España. Impulsó el que el Gobierno promulgara la Orden Ministerial por la que se regulaban las Agencias de Investigación Privada. En 1958, fundó y fue presidente de la primera Asociación Nacional de Detectives de España. Fue Diplomado en Investigación Privada por la Universidad Complutense de Madrid y en Criminología por el Instituto Nacional de la Policía Norteamericana y por la Escuela de Criminología de Boston. En 1970, fue fundador y presidente de la Asociación de Detectives Privados de Barcelona.
Fue miembro honorario de la Asociación Americana de Criminología, de la Asociación Internacional de Mujeres Policías y de la Comunidad de Alcaldes del Estado de Nueva York. Fue distinguido con la Placa de Oro de la World Secret Service Association, con la Medalla de Plata de Primera Clase al Mérito Profesional y con el Certificado de Mérito de la Asociación de Jefes y Oficiales de la Policía Norteamericana; galardonado como ciudadano honorario de Nashville -ciudad en la que le fue entregada la Llave de Oro- y como sheriff honorario de Davison County, Tennessee. Por unanimidad y por tres veces consecutivas, fue nombrado Presidente para Europa de la Asociación Mundial de Detectives en México, Chicago y Barcelona. Entre otras aportaciones a la profesión, organizó en Barcelona el primer Congreso Mundial de Detectives celebrado en Europa -1961- e introdujo el detector de mentiras o polígrafo en España (1964). En 1984 la Brigada de Homicidios de la Jefatura Superior de Policía de Barcelona le otorgó una placa "por su eficiente labor profesional". 
Con una larga experiencia en la vida judicial y profesional (intervino en 84.342 casos a lo largo de sesenta años de trabajo), se le considera entre los más expertos detectives privados españoles de la historia. En 1953 fundó la revista Detectives y en 1954, durante su estancia en los Estados Unidos, donde fue para ampliar sus conocimientos profesionales sobre dactiloscopia y examen pericial de documentos, fue nombrado miembro de la World Secret Service Association de EE. UU., formando parte del Comité Ejecutivo como delegado para Europa y África del Norte. También fue nombrado miembro de la Federation British of Detectives de Londres y de la Associated American Detectives Agencies de Nueva York. Asistió a diversas convenciones internacionales de detectives. En su vejez y años previos a su fallecimiento, inició un proyecto para crear el Museo del Detective en su población natal: Torre de Juan Abad; lugar donde, en junio del 2002, se celebró un Congreso Internacional de Detectives y donde, el 14 de mayo de 2009, se le concedió en su memoria, el nombre de una calle y se colocó una placa conmemorativa en la casa donde nació.
Consiguió también el mérito y reconocimiento de la condecoración Épsilon de los servicios secretos. En el año 1998, el Gobierno de la Generalidad de Cataluña le concedió, asimismo, la medalla “President Macià” del trabajo.

## Obras
- Los detectives o investigadores privados. Barcelona, 1979.
- Las otras huellas, Memorias de un detective privado Barcelona: Ediciones Obelisco, 1996, reimpreso en 2006.